# جون وو چی: جادوگر تائوئیست
جون وو چی: جادوگر تائوئیست (انگلیسی: Jeon Woo-chi: The Taoist Wizard؛ کره‌ای: 전우치) همچنین با نام Woochi: The Demon Slayer نیز شناخته می‌شود، یک فیلم فانتزی کمدی اکشن محصول سال ۲۰۰۹ کره جنوبی به نویسندگی و کارگردانی چوی دونگ هون اسست. این فیلم در طول دوره کریسمس ۲۰۰۹ بیش از شش میلیون بلیت فروخت. در این فیلم گانگ دونگ وون ایفای نقش کرد.